# Konrad Schön
Konrad Schön (ur. 7 maja 1930 w Mannheimie, zm. 12 kwietnia 2021) – niemiecki polityk, politolog i nauczyciel akademicki, minister rządu Kraju Saary, poseł do Parlamentu Europejskiego I i II kadencji.

## Życiorys
Studiował filozofię, prawo i politologię na uniwersytetach w Heidelbergu, Paryżu i Fryburgu Bryzgowijskim. Pod kierunkiem Karla Löwitha obronił doktorat poświęcony sceptycyzmowi, pewności i prawdzie u Augustyna. W latach 1954–1957 zatrudniony w Dresdner Banku, został też dyrektorem w Europa-Haus Marienberg. Pracował jako wykładowca akademicki, kolejno w Europejskiej Akademii Otzenhausen, Wyższej Szkole Pedagogicznej Kraju Saary i na Uniwersytecie Kraju Saary.
W 1949 zaangażował się w działalność polityczną w ramach Unii Chrześcijańsko-Demokratycznej, należał do jej władz w Kraju Saary. W latach 1970–1975 zasiadał w landtagu Saary, od 1973 do 1974 kierował w nim frakcją CDU. Od 1973 do 1977 był ministrem finansów w tamtejszych władzach, następnie został przedstawicielem rządu ds. europejskich. W 1979 i 1984 uzyskiwał mandat posła do Parlamentu Europejskiego I i II kadencji. Przystąpił do Europejskiej Partii Ludowej, od 1988 do 1989 zasiadał w jej prezydium. Został przewodniczącym Komisji ds. Kontroli Budżetu (1988–1989), należał także do Komisji Budżetowej.
Odznaczony m.in. Krzyżem Zasługi I Klasy Orderu Zasługi Republiki Federalnej Niemiec (1975), Krzyżem Komandorskim Orderem Korony Dębowej i Orderem Zasługi Saary (2016).